# 新SDガンダム外伝 黄金神話
新SDガンダム外伝 黄金神話（しんエスディーガンダムがいでん ゴールドサーガ）は、バンダイの玩具カードダスを中心とした企画。騎士ガンダムシリーズの第六作である。

## 概要
騎士ガンダムシリーズの第六弾。ジークジオン編以来に、ラクロアが舞台。スペリオルドラゴンの死という衝撃的な展開から物語が始まる。時系列では新SDガンダム外伝からさらに時が過ぎた物となっており、時代と世代が異なっている。
登場人物は主に『機動武闘伝Gガンダム』のキャラクターや兵器がモデルになっている。また、円卓の騎士編からナイトガンダム物語までの主人公が、シャッフル騎士団として登場している。『機動戦士Vガンダム』のようなSD化の制限はなされていなかったので、はじめからGガンダムのキャラクターを中心に展開され、キャラクターのポジションや物語の展開などはGガンダムの影響が色濃いものとなっている。
SDガンダム外伝は、カードダス及びカードダスハーフ・ファミコン・スーパーファミコン・漫画などでそれぞれ設定が異なるので、本項ではカードダス・カードダスハーフの設定で統一し、ファミコン・スーパーファミコン等での設定は個別に記入する。

## あらすじ
太陽の戦神機
『雷龍剣』と『嵐虎剣』の戦いから4年後、1000年に一度発生するという太陽の異常に膨張する現象"コロナ・ノバ"によって、地上は灼熱地獄と化していた。
スペリオルドラゴンSRは単身太陽へと向かい自らの命をかけてこれを浄化、残された力である黄金魂<ゴールドスピリット>は金色のオーロラとして世界に降り注ぎ、十人の"選ばれし者"へと託される。
地上で人々を守るためモンスターと戦っていたラクロア王国の騎士ドモンとシャインガンダムは、"選ばれし者"の一員として黄金魂とその証であるホーリーメテオを受け取ることになる。
それから数ヵ月後。スペリオルドラゴンの消滅に伴い出現した、魔龍機デビルドラグーンの率いるデスペリオル族は選ばれし者の抹殺を図り、ラクロア王国へと攻め込んだ。シャインとドモン、そして格闘家のドラゴンとサイサイは、それぞれ黄金魂の力によって、戦神機キングオブハートと竜神機クラブオンエースへそれぞれユナイトし、これに立ち向かう。
選ばれし者たち
シャイン一行は、残る"選ばれし者"を探す旅を続け、デスペリオル族に襲われるミリティア王国へと辿り着く。そこで新たな"選ばれし者"である闘士マックス・剣士ローズ達と出会う。しかしシャインとドモンはいまだ息が合わず、戦神機の力を発揮することができなかった。戦いの最中、法術士シュピーゲルによって修行の場へ導かれた二人は、真のユナイトを果たすため自身の影と戦う。
一方、残りの選ばれし者たちは魔龍機の居城ゼクト城へ向かうが、選ばれし者最後の一人である重戦士ボルトは、デスペリオル族に操られて彼らの前に立ちはだかった。
シャッフルの勇者
真のユナイトを遂げたシャインとドモン、そして心を取り戻したボルトを加え、全員そろった選ばれし者たち。魔龍機を倒すものの、デスペリオルの真の支配者・暗黒卿マスターガンダムの陰謀を知った一行はラクロアへと急行する。しかしマスターは機兵の谷で暴竜カイザーワイバーンを復活させ、配下の三魔卿と共に選ばれし者たちを圧倒する。そこへ彼らの窮地を救うため、シャッフル騎士団が現れた。
閃光の黄金神
暴竜と一体化したシャインによってマスターは退けられたが、暗黒神デビルスペリオルが覚醒しスダ・ドアカ・ワールドの生命エネルギーを吸収し始めた。これを食い止めるため、選ばれし者たちは太陽騎士ゴッドガンダムへとユナイトする。

## 登場人物
（）内はモデルとなったキャラクター。ただし、モチーフについて公式には発表されていないので諸説ある。

### 新生シャッフル騎士団
スペリオルドラゴンの魂・ホーリーメテオを受け継いだ選ばれし5人の人間族と5人のガンダム族。ユナイトを行うことで神機を召喚できる。
騎士シャインガンダム/装光騎士<パワードナイト>キングシャイン/超光騎士<ハイパーナイト>バトルシャイン（シャイニングガンダム）
喧嘩好きな流れ者の騎士で、自分の利益にならないことはしない主義。かつて様々な国に仕えてきたが、その性格故長続きしたことがなかった。ホーリーメテオを授かってからは、キングシャインに変身できるようになり、シュピーゲルの許で修業を行った後は、キングシャインの進化態であるバトルシャインに変身できるようになった。普段の姿の鎧もシュピーゲルの許での修行と暴竜神へのユナイトを経て、2回変化した。
- 漫画版：冷淡な性格に思われたが、ラクロアの殺された兵士の剣で敵を倒すなど、騎士としての誇りは誰よりも強い。当初はドモンを未熟者扱いしていたが、窮地にあっても他者を重んじる姿勢を見て、パートナーと認めるようになる。

元祖SD No.0063（バトルシャイン）。
騎士ドモン（ドモン・カッシュ）
ラクロア騎士団員。無口だが、シャインとは対照的に真面目な性格をしている。
- 漫画版：キレると指を弾く癖を持つ。当初はシャインの冷淡な物言いに反発していたが、彼の人となりを知り、パートナーとして信頼を寄せるようになる。

武闘家ドラゴンガンダム（ドラゴンガンダム）
ジョンウ王国の武闘家。若くして東式拳法の大家を務めている。かつて模範武闘で親友のマーメイドガンダムに重傷を負わせてしまった過去があり、以後世間を離れて暮らしていた。
黄金魂を受け継いだ後、弟子と共に同じ"選ばれし者"を探して旅立ち、ラクロア王国でシャイン達と出会う。
師範代サイサイ（サイ・サイシー）
ドラゴンの弟子。世間から離れていたドラゴンを促し、『選ばれし者』を探す旅に出る。持ち前の明るさは暗い過去を持つドラゴンの大きな助けとなっている。
剣士ローズガンダム（ガンダムローズ）
メビウス共和国の剣士。厳格な師の元で鍛え上げられ、悪に対して容赦しない高貴な性格をしている。
剣士ジョルジュ（ジョルジュ・ド・サンド）
メビウス共和国の剣士で、ローズの親友。慈愛に満ちたその性格は多くの者に慕われている。
闘士マックスガンダム（ガンダムマックスター）
カービィ王国の闘士。西式格闘術の使い手で、努力知らずの天才ファイター。祖国での栄光を捨て、選ばれし者の使命に身を投じる。
訓練士チボデー（チボデー・クロケット）
マックスのトレーナー兼マネージャーをしている。貧しい出の苦労人。
重戦士ボルトガンダム（ボルトガンダム）
デスペリオル族に加わっていたが、親友アルゴの呼び掛けで覚醒する。
- 漫画版：山賊上がりの戦士で、ミリティア王国に仕えていたが、デスペリオル族に加わる。アルゴとは親友と言うわけではなく、覚醒したのはホーリーメテオの作用によるもの。

戦士アルゴ（アルゴ・ガルスキー）
ミリティア王国の戦士。
太陽騎士ゴッドガンダム（ゴッドガンダム）
シャイン、ドラゴン、ローズ、マックス、ボルトのガンダム5人が『ゴッドユナイト』で融合した姿。これに伴い、神機は人間族だけでも召喚が可能になった。尚、カラーリングはボンボン一般公募。

### シャッフル騎士団
シャッフル騎士団とは、スペリオルドラゴンが中心となり、スダ・ドアカワールドを守った勇者達が結成した騎士団である。共に元いた時代から離れており、スペリオルドラゴンの力を源にして世界を守り続けている。悪に染まったスペリオルドラゴンの影響で黄金神話内では真の力を発揮できないでいる。
キングガンダムII世（ガンダム）
邪獣王ギガサラマンダーからブリティス王国を奪還した『円卓の騎士編』の主人公。スペリオルドラゴン亡き後、シャッフル騎士団のリーダーを代行している。円卓の騎士を率いた統率力が騎士団の士気を常に一体に保つ。
バーサル騎士ゼフィランサス（ガンダム試作1号機）
度重なるネオジオン・デラーズ王国の侵攻からダバード王国を復興させた『聖機兵物語』の主人公。その後ダバードを離れ、シャッフル騎士団の活動に全力を尽くしている。
月光騎士ネオガンダム（ネオガンダム）
『機甲神伝説』の主人公。ジークジオンとの決戦後、スダドアカを知る旅に出ていた。その後、世界を守るためシャッフル騎士団に入団する。
聖竜騎士ゼロガンダム/騎士バーニングガイスト（シャッコー）
『ナイトガンダム物語』の主人公。シャッフル騎士団の命を受け、魔龍機の正体とスペリオルドラゴンに選ばれし者達の調査を行っていた。バーニングガイストとは、デビルドラグーンを追っていた仮の姿である。玩具「ロードドラグーン」の組み立て説明書によると、持っている雷龍剣はマーベットから返却されたものではなく、再び自ら作り上げたもの(厳密な意味での複製品)である。イラストを見ると剣がやや細身になっているのが確認される。決め台詞も健在。
キングガンダムII世とはある意味因縁めいた関係と言える（ゼロの父ファルコガンダムは先代円卓の騎士の一員）。

### ラクロア王国
第1作より世代を経たラクロア王国の民。
この時代ではラクロア王国にも機兵が生産・配備されており、騎士ガンダムの時代より続く仲間達とのチームプレイを重んじる伝統は機兵の戦術にも反映されている。
レビル13世（ミカムラ博士）
ラクロアの国王で、レイン姫の父。頑固な性格をしている。
レイン姫（レイン・ミカムラ）/騎士ライジング（ライジングガンダム）
ラクロアの王女。ドモンに好意を抱いており、父であるレビル13世に秘密で騎士ライジングとしてドモンを助けようとする。
予言者レディゴー（ストーカー）
レビル13世お抱えの予言者。眼帯で隠している右眼には未来を見通す能力があると言われ、その精度は高い。
騎士団長ネロスガンダム/ネロスガンモンス（ネロスガンダム）
ラクロア騎士団長で、ドモンの師匠。人望も厚く、騎士達からも慕われていたが、デビルドラグーンの力によりモンスター・ネロスガンモンスにされてしまう。後にその呪縛から解放されるが、ネロスのコピーであるネロスクローンに敗れる。
騎士リクハンド（陸戦用百式改）
ラクロア王国の騎士、大口を叩くシャインに呆れ果てている。
剣士プロトガンイージ（プロトタイプガンイージ)
ラクロア王国の剣士。
闘士ジャベリンキャノン（ジャベリンキャノン）
ラクロア王国の闘士。
妖精ジムスナイパーカスタム（ジム・スナイパーカスタム）
かつて騎士ガンダムと共にジオン族と戦った妖精。妖精なのでこの時代になっても年老いていない。かつての戦友である騎士ガンダム＝スペリオルドラゴンの死の際、懐かしい気配を感じ取る。
兵士ダミーカッシング（カッシング）
ラクロア王国の兵士達。戦闘の際に城門の守備に当たった。
レイン姫親衛隊ノブッシーズ（ノブッシ）
レイン姫に憧れる兵士達が少しでも近くにいたいと勝手に結成した親衛隊。
見張り番キャノンウォッチャー（ガンキャノン）
城の城壁で見張り役を務めている。
機械工エンジニアメタス（メタス）
ラクロア王国の機兵の製造・改修に携わるエンジニア達。
騎士キョウジ（キョウジ・カッシュ)/法術士シュピーゲル (ガンダムシュピーゲル）
行方不明になっていたドモンの兄。法術士シュピーゲルを名乗り、選ばれし者たちを導く。

### ミリティア国
ユニオン族とデスペリオル族の勢力の境界に位置する国。デスペリオル族の激しい攻撃を前に陥落寸前にまで追い込まれている。
少年王ウッソ（ウッソ・エヴィン）
若くしてミリティア国を治めている少年王。
騎士セッターイージ（ガンイージ+セッター）
ミリティア国の騎士。
兵士ジムトレーナー（ジム・トレーナー）
ミリティア国の兵士。ドモンとシュピーゲルに似た雰囲気を感じている。

### ユニオン族
隠密剣士ピクシーガンダム（ピクシー）
ユニオン族の剣士。ミノフスキーマントという身を隠すマントを持ち、それを使い密かにギアナポイントで敵の動向を探っていた。
武闘家フェイロンガンダム（フェイロンガンダム）
ユニオン軍最年長の武闘家。ドラゴンガンダムの師匠でもある。
兵士エキスポガンダムズ（シャッフル・スペード/シャッフル・ジョーカー/シャッフル・ダイヤ/シャッフル・クラブ/タントラガンダム/ガンダムゼブラ/マンダラガンダム/バイキングガンダム/ネーデルガンダム）
各国からデスペリオル族との戦いのため集まった戦士達。国を失った者もいるが、その士気は非常に高い。

### デスペリオル族
暗黒卿率いる闇の勢力。戦力の大半はデビルドラグーンなどが放つ黒の光によって洗脳・破壊衝動を増幅された者達で構成されている。
暗黒卿<ダークロード>マスターガンダム（マスターガンダム）
暗黒神復活を目論む暗黒卿。スペリオルドラゴンに封印されていたが、スペリオルドラゴンの死により復活した。その正体は「光」のスペリオルドラゴンと対を成す「闇」の存在。かつて神の座を駆けて戦った。
最終形態,デスペリオル三魔卿と合体する(グランドマスターガンダム)
元祖SD No.0072。
悪のスペリオルドラゴン
暗黒神デビルスペリオルを太陽神ゴッドカイザーが浄化した直後、マスターガンダムの魂がスペリオルドラゴンの肉体を乗っ取った状態。
魔馬キサイウン（風雲再起）
マスターの愛馬。常に最強の者にのみ付き従う馬で、後にゴッドガンダムを新たな主とする。
魔龍機デビルドラグーン
ゼクト城の軍勢を指揮する、デスペリオル族の幹部。当初は「意思を持つ機兵」として描写されていたが、インサイドデビルという操縦者の存在が明らかになる。
インサイドデビルは雷一族の末裔を自称するが、実は暗黒卿(ダークロード)によって作り出された操主である。
デスペリオル三魔卿
マスターガンダム配下の異形者。それぞれMS族の肉体を乗っ取っている。
- 漫画版：マスターガンダム配下の精鋭MS族。この漫画版では、「デスペリオルにて生まれ育ったMS族」として描写されている。

突撃卿ネロスガンダムクローン（ネロスガンダム）
マスターガンダムが造り出したネロスガンダムのクローン。強い者が本物であるとして、ネロスガンダムを倒した自分が本物であると信じていた。
デスペリオルの呪縛から解放されると、クローンである体が崩壊し、自分がネロスのコピーである存在だということに気づいた。
- 漫画版：最初から、自分がネロスのコピーであることを知っている。邪機兵ヘブンズソードから弾き出された直後、デビルヘッドに喰われる。

争覇卿ジョンブルガンダム（ジョンブルガンダム）
デスペリオル三魔卿の一人。デスペリオルの呪縛から解放されると、自らの行為の償いをするため、デスペリオル族への戦いに参戦する。
江湖卿ノーベルガンダム（ノーベルガンダム+セーラーちびムーン）
デスペリオル三魔卿の一人。幻の水晶の力を持ち、その力をマスターガンダムに狙われる。騎士ドモンに敗れ、デスペリオルの呪縛から解放されると同時にドモンに一目惚れする。
モチーフとなったノーベルガンダムはセーラームーンを思わせるデザインだが、こちらは髪がピンク色になりセーラーちびムーンのようなデザインになっている。
- 漫画版：こちらでは「幻の水晶の力」は有していない。

闘士ガーベラテトラ（ガーベラテトラ）
デスペリオル族の闘士、機兵ザハイクの操者。
豪騎士ジオング（ジオング）
デスペリオル族の騎士。正々堂々とした勝負を重んじるが、一度怒ると暴れ出してしまう。
暗殺者Rジャジャ（R・ジャジャ）
選ばれし者達を狙う、百発百中の腕を持つ暗殺者。
魔女コンティオ（コンティオ）
天候を操る妖術を使う魔女、ラクロアに嵐を呼び起こし、デスペリオル族の進軍をサポートする。
闘士ガルグイユ（ガルグイユ）
デビルドラグーンの命により、選ばれし者の捜索を行う闘士。マックスとローズを発見し、戦いを挑む。
兵士サザビーズ（サザビー）
デスペリオル族の兵士達。
異能戦士ゴッゾーラ（ゴッゾーラ+ウルヴァリン）
デビルドラグーンによって力を得た異能戦士達の一人。両腕に鋭い爪を持つ。
異能戦士ストライクギラドーガ（ギラ・ドーガ重装型+ザ・シング）
異能戦士の一人。岩石の体を持ち、強いパワーを持つが人の良い憎めない性格をしている。
異能戦士RFグフ（RFグフ+スパイダーマン）
異能戦士の一人。素早い動きと様々な用途に使える粘着性の高いウェブを放つ。
異能戦士ノビルシャッコー（シャッコー+ミスター・ファンタスティック）
異能戦士の一人。伸縮自在の身体を持ち、自由に変形させることが出来る能力を持つ。
異能戦士オプトゾリティア（ゾリディア+サイクロップス）
異能戦士の一人。目から黒の光を放つことが出来る。
異能戦士アイスボマー（イフリート+アイスマン）
異能戦士の一人。全身が氷で形成されており、自信も氷を自在に操る。
異能戦士ワイルドゴッグ（ゴッグ+セイバートゥース）
異能戦士の一人。獣のような獰猛さと怪力を持ち、鋭い爪で金属も易々と引き裂く。
異能戦士ハンマーゲルググ（ゲルググ+マイティ・ソー）
異能戦士の一人。魔法の力を持つハンマーを扱う。
大斧戦士<アックスファイター>ランバーガンダム（ランバーガンダム）
重戦士ボルトガンダムと共にゼクト城機兵軍団の中核を預かる戦士。
戦士リファインゲルググ（RFゲルググ）
戦士コンティオ（コンティオ）
騎士プロトリックディアス（プロトタイプ・リック・ディアス）
騎士ゼウスガンダム（ゼウスガンダム）
魔法騎士ジェスターガンダム（ジェスターガンダム）
闘士コブラガンダム（コブラガンダム）
戦士ミナレットガンダム（ミナレットガンダム）
騎士マーメイドガンダム（マーメイドガンダム）
かつてのドラゴンガンダムの親友。デスペリオル族につけ込まれ、悪に取り込まれる。
戦士マンダラ（マンダラガンダム）
戦士アラクノ（アラクノガンダム）
戦士テムジンガンダム（テムジンガンダム）
戦士ガンダムマグナート（ガンダムマグナート）
激怒騎士アシュラガンダム（アシュラガンダム）
髑髏騎士スカルガンダム（スカルガンダム）
黒の光によってデスペリオル族となってしまった各国の戦士達。
兵士マーフィ（マーフィー）
ミリティア城に攻め入ったデスペリオル族の兵士。日頃いいようにこき使われているため、鬱憤を晴らすかのように戦場では非道な行動を繰り返す。
兵士デスアーミー（デスアーミー）
暗黒卿の洗脳により感情を持たずに命令を遂行する兵士。それぞれ兵士と操主を務める者達がいる。
モンスターデシャイターン（シャイターン）
ラクロアの民達が太陽の熱から避難しているクアント山の鍾乳洞を占拠しているモンスター達のボス。モンスターながら並の人間以上の知恵を持っている。
モンスターアインラッド（アインラッド）
クアント山の鍾乳洞を占拠しているモンスター。
モンスターゾリディゴブリン（ゾリディア）
クアント山の鍾乳洞を占拠しているモンスター。
モンスターボーンシノーペ（シノーペ）
クアント山の鍾乳洞を占拠しているモンスター。噛み付いた者の精気を吸い取る性質を持ち、その精気は骨に蓄積されているため、鍋物の出汁に最適らしい。
モンスターアビゴーレム（アビゴル）
クアント山の鍾乳洞を占拠しているモンスター。
モンスターペスカトーレダック（ペスカトーレ）
ゼクト城周辺に生息しているモンスター。好奇心が旺盛で、何でもくちばしで突く修正がある。
モンスターペスカトーレスワン（ペスカトーレ）
ペスカトーレダックの中に混じっていた灰色の雛が成長した姿。新しい仲間を求めて飛び立っていった。
モンスタービルケレイ（ビルケナウ）
モンスターテキーラダンサー（テキーラガンダム）
モンスターサンダーコンティオ（リグ・コンティオ）
モンスターブルドッケング（ブルッケング）
モンスターファラオマミーIV世（ファラオガンダムIV世）
モンスタースフィンクスガンダム（スフィンクスガンダム）
モンスターガンオーキス （ガンダムGP03D）
インサイドデビル
デビルドラグーンの操主。かつては名のある騎士であったが、改造を受け機兵と融合させられてしまった。
マルティプルデビル
インサイドデビルの量産型。騎士や戦士を材料として改造し、機兵と一体化させて戦力として利用されている。
山師ゾロ（ゾロ改）
デスペリオル族にいつつも自分の意志を取り戻してしまった山師。一攫千金を夢見て金の発掘に勤しむ。
スパイトミーニョ（富野由悠季）/モンスターウルフマン（ドーベン・ウルフ）
各国で情報収集を行うスパイ、オシャレに気を使っている。正体がバレると、ウルフマンへと変身して全力で逃走を図る。
アサルトバスターヘッド マブーゼヘッド（ガンダムヘッド+幻魔皇帝アサルトバスター、ジークジオンマブーゼ）
ルーンカロッゾヘッド ギガサラマンダーヘッド（ガンダムヘッド＋邪神機兵ルーンカロッゾ、邪獣王ギガサラマンダー）
スペリオルドラゴンの体内に残っていた強敵の記憶が、暗黒神の一部として実体化したモンスター。暗黒神の手先としてギアナポイントを支配している。ジオダンテ、獣騎士ベルガ・ダラス、ファントムサザビー、旧ジークジオンの姿をしたヘッドもいる。

### 神
Sスペリオルドラゴン/暗黒神デビルスペリオル（デビルガンダム）/黄金神スペリオルカイザー（Sガンダム）
スダドアカワールドの神。太陽の暴走を止めるために命を落としたが、マスターガンダムの手により暗黒神として復活した。しかし、シャッフル騎士団やゴッドガンダムの活躍によってその呪縛から解放され、カイザーワイバーンと合体し、スペリオルカイザーとして新生した。
元祖SD No.0074（スペリオルカイザー）。
暴竜カイザーワイバーン
スペリオルドラゴンの力の化身。バトルシャインとの合体で謎の暴龍神、ゴッドガンダムとの合体でゴッドカイザー、スペリオルドラゴンとの合体でスペリオルカイザーとなる。

## 登場メカ

### シャッフル騎士団
戦神機キングオブハート/戦神機キングシャッフル（シャイニングガンダム）/（ゴッドガンダム）
ドモンの駆る装光機ハートトランザーと装光騎士キングシャインがユナイトした姿。真のユナイトを遂げた後は、超光騎士バトルシャインとのユナイトでスーパーモードへとなる。最終決戦では、スダ・ドアカの人々の祈りを受けたドモンの手で進化し、キングシャッフルとなった。
元祖SD No.0050（キングオブハート）、No.0068（キングシャッフル）、No.0069（スーパーモード）。
竜神機クラブオンエース（ドラゴンガンダム/クラブ・エース）
サイサイの駆る装光竜クラブオンエースとドラゴンがユナイトした姿。シュバルツディーラーのドラゴニックファング、ロードドラグーンのクラブハルバートを装備する。
元祖SD No.0051。
鳥神機ジャックインダイヤ（ガンダムローズ/ジャック・イン・ダイヤ）
ジョルジュの駆る装光鳥ジャックインダイヤとローズがユナイトした姿。シュバルツディーラーのスクリーマーガード、ロードヴァトラスのダイヤソードを装備する。
元祖SD No.0053。
獣神機クイーンザスペード（ガンダムマックスター/クイーン・ザ・スペード）
チボデーの駆る装光獣クイーンザスペードとマックスがユナイトした姿。シュバルツディーラーのギガンティックナックル、ロードエルガイヤーのスペードアーチを装備する。
元祖SD No.0052。
鉄神機ブラックジョーカー（ボルトガンダム/ブラック・ジョーカー）
アルゴの駆る装光砲台ブラックジョーカーとボルトがユナイトした姿。シュバルツディーラーのボルトクラウンとボルトアンバー、ロードガンレックスのジョーカーランスを装備する。
元祖SD No.0056。
闘神機シュバルツディーラー（ガンダムシュピーゲル）
法術士シュピーゲルの駆る機兵。通常時は火器による攻撃を主体とするが、アディションパーツを選ばれし者たちに授けた後は素早さを生かした格闘戦を行う。
元祖SD No.0064。
皇<クラウン>機兵ロードヴァトラス
キングガンダムII世の駆る機兵。
元祖SD No.0066。
真聖機兵ロードガンレックス
バーサル騎士ゼフィランサスの駆る聖機兵。
元祖SD No.0067。
機甲神ロードエルガイヤー（ガイヤー）
月光騎士ネオガンダムの駆る機甲神。
元祖SD No.0065。
聖龍機ロードドラグーン
聖龍騎士ゼロガンダムの駆る龍機。
元祖SD No.0062。
ブッドキャリアー
法術士シュピーゲルが呼び出し、ドモンとシャインを修行のため閉じ込めた空間。内部での一日は通常の一時間に相当し、効果的に修行を行う事が出来る。

### ユニオン族
戦車機兵ダンクガン（ガンタンク）
ラクロア王国の機兵。敵陣への突入役を務める。
援護機兵モネールIII<サード>（ネモ）
ラクロア王国の機兵。戦車機兵の援護を主な役目とする。
機兵コールドジム（ジム寒冷地仕様）
ミリティア国の機兵。

### デスペリオル族
暗黒機兵クーロン（クーロンガンダム）
暗黒卿マスターガンダムのかつての愛機。太古の時代にスペリオルドラゴンと戦って敗れ、封印された。
魔龍機デビルドラグーン
マスターが造りだしたドラグーンのコピー。
元祖SD No.0055。
突撃卿ガンダムヘブンズソード（ガンダムヘブンズソード）
ネロスクローンが駆る古代機兵。
争覇卿グランドガンダム（グランドガンダム）
ジョンブルが駆る古代機兵。
江湖卿ウォルターガンダム（ウォルターガンダム）
ノーベルが駆る古代機兵。
妖機兵キベルトウィッチ（量産型キュベレイ）
魔女コンティオの操る機兵。操者の魔力を増幅する能力を持つほか、鋭い毒爪による格闘戦も行う。
機兵ザハイク（ハイザック・カスタム）
闘士ガーベラテトラの機兵。巨大な斧による攻撃を得意とする。
機兵シブッシ（ファントマ）
闘士ガルグイユの機兵。隙は大きいが威力のある蹴り技を駆使する。
機兵ビルゴーア（アビゴル）
鋭い頭部を武器とする、水陸両用の機兵。
機兵リアムート（トムリアット）
ゼクト城に配備されている機兵。操主デスアーミーが操縦する。
機兵戦車ヴァルヴァロタンク（ヴァル・ヴァロ）
敵陣に突撃を駆けつつ、内部の兵士達を戦場に運ぶ役目を持つ機兵。
空爆機兵ヘリネーデル（ネーデルガンダム）
機兵の谷で発掘された太古の機兵の一つ。プロペラによる飛行能力を持つ。
獣機兵ヨンジュード（サンドージュ）
自立意志を持つ機兵モンスター、多数の足であらゆる方向に対応した戦法をとる。
ゾンビ機兵ファラオ13世（ファラオガンダムXIII世）
機兵の谷に眠っていたゾンビ機兵。敵味方の区別無く襲いかかり、機兵のエネルギー源である法力を吸い取る。

## 作中における裏話
- 騎士バーニングガイストのデザインは第2回SDガンダムRオリジナルデザインコンテストにて採用されたもので、応募時の名前は「龍騎士アロンガイスト」だった。

## 漫画版
- 「新SDガンダム外伝 騎士ガンダム 黄金神話」ほしの竜一

コミックボンボンにて1995年から1996年にかけて連載された。